# 李湛 (北朝)
李湛，字处元，北齐赵郡柏人县人，李灵的玄孙，李综的曾孙，李遵的孙子，李浑的儿子。
李湛涉猎文史，有家风。为太子舍人，兼通直散骑常侍、出使南陈为副使，袭爵泾阳县男。因其父李浑、叔父李绘、李纬均为聘南梁使臣，李湛又为副使，赵郡人士于是称其家为四使之门。